# Tiếng Ưu Niệm
Tiếng Ưu Niệm hoặc tiếng Bình của người Dao (tiếng Trung: Giản thể: 优念话, Phồn thể: 優念話; bính âm: Yōuniànhuà; tên tự gọi: Lỗi Lua trong Mô_đun:IPA tại dòng 52: invalid option '%T' to 'format'.) là một phương ngữ của tiếng Bình nói ở miền bắc Quảng Tây, Trung Quốc. Nó được nói bởi người Dao Đỏ ở huyện Long Thắng, Khu tự trị dân tộc Choang, Quế Lâm, tỉnh Quảng Tây. Có hơn 10.000 người bản ngữ vào năm 1997. Nó đã được ghi lại chi tiết bởi Ouyang (2010).
Ngôn ngữ này chủ yếu là từ vựng của tiếng Bình, tương tự như phương ngữ tiếng Bình tại Quảng Tây và phương ngữ Sâm Châu, nhưng vẫn giữ được một số lượng lớn từ vựng H'mông-Miền cấp thấp, cũng như các từ vay mượn từ các ngôn ngữ dân tộc khác.Hầu hết các học giả tin rằng đó là một phương ngữ Trung Quốc thuộc phương ngữ tiếng Bình miền Bắc của Guibei, và một số học giả tin rằng tiếng Younian là một ngôn ngữ đặc biệt của nhánh Miền hoặc một ngôn ngữ hỗn hợp của Hán và Miền.

## Người sử dụng

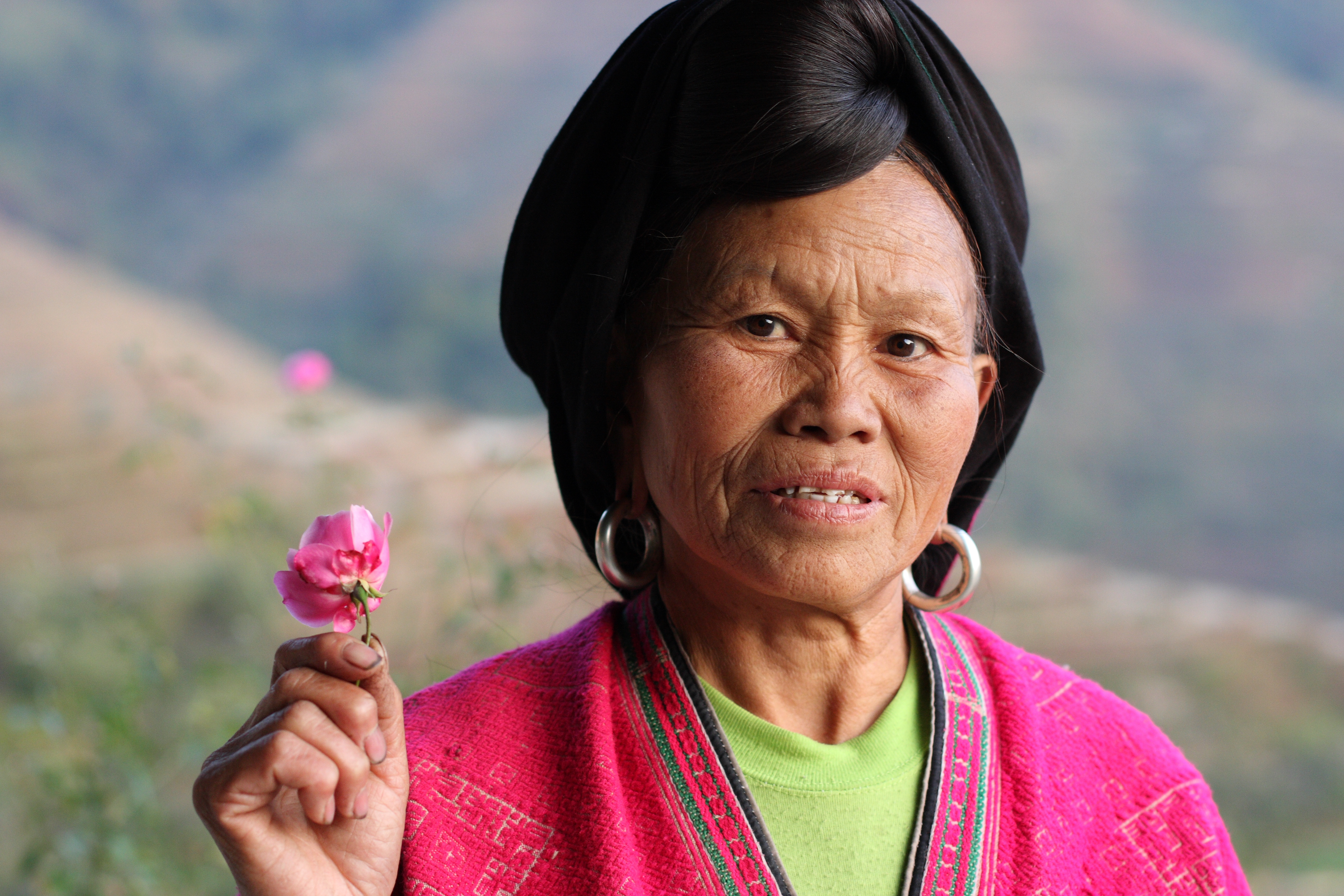
Người Hồng Dao tại Trung Quốc

Người Dao Đỏ hay Hồng Dao thường sống tập trung ở các khu vực thuộc Khu tự trị dân tộc Choang Quảng Tây, có khoảng hơn 10.000 người sống ở đây. Tiếng Bình được người Dao sử dụng như một ngôn ngữ phổ thông tại nơi đây, giống như một nét đẹp trong văn hóa. Tiếng Bình được sử dụng một cách thống nhất giữa các bản làng, nhưng vẫn có đôi chút khác biệt giữa cách sử dụng của người dân nơi đây. Một số người Dao có thể sử dụng được cả Hán ngữ tiêu chuẩn và tiếng Bình

## Cách phát âm
|                                |                          | Phát âm bằng cách mím môi                                                                      | Chấn xỉ âm                                                                                     | Xỉ khẩn âm                                                                                     | Ngân ngạc âm                                                                                   | Ngạnh ngạc âm                                                                                  | Nhuyễn ngạc âm                                                                                 | Thanh môn âm                                                                                   |
| ------------------------------ | ------------------------ | ---------------------------------------------------------------------------------------------- | ---------------------------------------------------------------------------------------------- | ---------------------------------------------------------------------------------------------- | ---------------------------------------------------------------------------------------------- | ---------------------------------------------------------------------------------------------- | ---------------------------------------------------------------------------------------------- | ---------------------------------------------------------------------------------------------- |
| Âm câm                         | Không phát ra âm gió     | Lỗi Lua trong Mô_đun:IPA tại dòng 52: invalid option '%T' to 'format'.                         |                                                                                                | Lỗi Lua trong Mô_đun:IPA tại dòng 52: invalid option '%T' to 'format'.                         |                                                                                                |                                                                                                | Lỗi Lua trong Mô_đun:IPA tại dòng 52: invalid option '%T' to 'format'. phát âm mạnh, cao       |                                                                                                |
| Âm câm                         | Có phát âm ra âm gió     | Lỗi Lua trong Mô_đun:IPA tại dòng 52: invalid option '%T' to 'format'.                         |                                                                                                | Lỗi Lua trong Mô_đun:IPA tại dòng 52: invalid option '%T' to 'format'.                         |                                                                                                |                                                                                                | Lỗi Lua trong Mô_đun:IPA tại dòng 52: invalid option '%T' to 'format'.                         |                                                                                                |
| Âm Affricate                   | Không phát ra âm gió     |                                                                                                |                                                                                                | Lỗi Lua trong Mô_đun:IPA tại dòng 52: invalid option '%T' to 'format'.                         | Lỗi Lua trong Mô_đun:IPA tại dòng 52: invalid option '%T' to 'format'.                         |                                                                                                |                                                                                                |                                                                                                |
| Âm Affricate                   | Có phát ra âm gió        |                                                                                                |                                                                                                | Lỗi Lua trong Mô_đun:IPA tại dòng 52: invalid option '%T' to 'format'.                         | Lỗi Lua trong Mô_đun:IPA tại dòng 52: invalid option '%T' to 'format'.                         |                                                                                                |                                                                                                |                                                                                                |
| Âm mũi                         | Trọc âm                  | Lỗi Lua trong Mô_đun:IPA tại dòng 52: invalid option '%T' to 'format'.                         |                                                                                                | Lỗi Lua trong Mô_đun:IPA tại dòng 52: invalid option '%T' to 'format'.                         | Lỗi Lua trong Mô_đun:IPA tại dòng 52: invalid option '%T' to 'format'.                         | Lỗi Lua trong Mô_đun:IPA tại dòng 52: invalid option '%T' to 'format'.                         | Lỗi Lua trong Mô_đun:IPA tại dòng 52: invalid option '%T' to 'format'.                         |                                                                                                |
| Khoảng âm phế nang bên         | Trọc âm                  |                                                                                                |                                                                                                | Lỗi Lua trong Mô_đun:IPA tại dòng 52: invalid option '%T' to 'format'.                         |                                                                                                |                                                                                                |                                                                                                |                                                                                                |
| Âm xát cạnh chân răng vô thanh | Thanh âm                 |                                                                                                |                                                                                                | Lỗi Lua trong Mô_đun:IPA tại dòng 52: invalid option '%T' to 'format'.                         |                                                                                                |                                                                                                |                                                                                                |                                                                                                |
| Phụ âm tiếp cận                | trạc âm                  |                                                                                                |                                                                                                |                                                                                                |                                                                                                | Lỗi Lua trong Mô_đun:IPA tại dòng 52: invalid option '%T' to 'format'.                         |                                                                                                |                                                                                                |
| Phụ âm ma sát                  | Thanh tống khí           |                                                                                                | Lỗi Lua trong Mô_đun:IPA tại dòng 52: invalid option '%T' to 'format'.                         | Lỗi Lua trong Mô_đun:IPA tại dòng 52: invalid option '%T' to 'format'.                         | Lỗi Lua trong Mô_đun:IPA tại dòng 52: invalid option '%T' to 'format'.                         |                                                                                                | Lỗi Lua trong Mô_đun:IPA tại dòng 52: invalid option '%T' to 'format'.                         | Lỗi Lua trong Mô_đun:IPA tại dòng 52: invalid option '%T' to 'format'.                         |
| Phụ âm ma sát                  | Trạc âm                  |                                                                                                | Lỗi Lua trong Mô_đun:IPA tại dòng 52: invalid option '%T' to 'format'.                         |                                                                                                |                                                                                                |                                                                                                |                                                                                                |                                                                                                |
| Cách phát âm nhỏ lẻ khác       | Cách phát âm nhỏ lẻ khác | Lỗi Lua trong Mô_đun:IPA tại dòng 52: invalid option '%T' to 'format'. Không có tác dụng chính | Lỗi Lua trong Mô_đun:IPA tại dòng 52: invalid option '%T' to 'format'. Không có tác dụng chính | Lỗi Lua trong Mô_đun:IPA tại dòng 52: invalid option '%T' to 'format'. Không có tác dụng chính | Lỗi Lua trong Mô_đun:IPA tại dòng 52: invalid option '%T' to 'format'. Không có tác dụng chính | Lỗi Lua trong Mô_đun:IPA tại dòng 52: invalid option '%T' to 'format'. Không có tác dụng chính | Lỗi Lua trong Mô_đun:IPA tại dòng 52: invalid option '%T' to 'format'. Không có tác dụng chính | Lỗi Lua trong Mô_đun:IPA tại dòng 52: invalid option '%T' to 'format'. Không có tác dụng chính |